# Glikom
A glikom egy szervezetben akár szabadon, akár komplex molekulákba kötve megtalálható valamennyi cukor összessége. Egy másik definíció szerint egy sejtben megtalálható szénhidrátok összessége. A glikom a természetben megtalálható legkomplexebb entitások egyike lehet. A glikomika, a genomikával és a proteomikával analóg módon az adott sejttípus vagy szervezet valamennyi glikánstruktúrájának szisztematikus vizsgálata, a glikobiológia altudománya.
A „szénhidrát”, a „glikán”, a „szacharid” és a „cukor” ebben a kontextusban általános értelemben használatos kifejezések, és közéjük sorolódnak a monoszacharidok, oligoszacharidok, poliszacharidok és ezen vegyületek származékai. A szénhidrátok a szén hidrátjaiból állnak, összegképletük [CH2O]n. A monoszacharidok olyan szénhidrátok, melyek nem hidrolizálhatók egyszerűbb szénhidrátokká; ezek az alkotóelemei az oligoszacharidoknak és a poliszacharidoknak. Az oligoszacharidok néhány, glikozidos kötéssel összekapcsolt, lineárisan sorakozó vagy elágazó láncú monoszacharidból állnak; a monoszacharid egységek száma általában 3-9. A poliszacharidok ismétlődő monoszacharid egységekből álló glikánok, az egységek száma általában a tízet meghaladja.
A glikom komplexitása meghaladja a proteomét, hiszen a glikomot alkotó szénhidrátok sokféleségét tovább bonyolítja a szénhidrátok egymással és fehérjékkel való összekapcsolódási lehetőségeinek és interakcióinak hatalmas száma. „Az összes glikánstruktrúra által alkotott spektrum – a glikom – roppant hatalmas. Emberekben a mérete nagyságrendekkel haladja meg a genom által kódolt fehérjékét – a genomét, melynek egy százaléka a glikánnak nevezett cukorláncok előállításával, módosításával, lokalizálásával vagy megkötésével foglalkozó fehérjéket kódolja.”
A sejt külső felülete lipidek tengeréhez hasonló, melyen cukormolekulák flottája úszik; közülük sokan kötődnek fehérjékhez, zsírokhoz vagy mindkettőhöz, melyek interakcióba lépnek a sejten kívüli molekulákkal és kritikus szerepük van a sejtek közötti kommunikációban és a sejtek adhéziójának („ragadósságának”) biztosításában. „A glikánok a természet biológiai módosítószerei” – állítja Jamey Marth, a University of California kutatója. „A glikánok általában nem kapcsolnak ki vagy be fiziológiai folyamatokat, inkább külső stimulus hatására megváltoztatják a sejt viselkedését.”